# 澳門—日本關係
澳门與日本關係（日语：／*/?），是指歷史上的澳门和日本，以至現在中華人民共和國澳门特別行政區與日本國之間的雙邊關係，在澳门回歸前為日葡關係、現則為中日關係的一部份。

## 历史
日本与澳门的交流历史可以追溯到16世纪。葡萄牙人通过澳门来到日本，将许多西方文化引入日本，包括枪支的引入和基督教的使命。 即使在今天，在路环岛的顶端，供奉着最早在日本传播基督教的弗朗西斯·沙勿略的圣弗朗西斯·泽维尔教堂，以及保存着泽维尔右上遗骸的圣若瑟大教堂。寺庙有圣保罗大教堂的废墟，一个显示与日本联系的遗产，例如其中一部分受到保护作为“澳门历史城区”的世界文化遗产，已达400多年。此外，还有大量的白银、丝绸、瓷器、工艺品等贸易商品也从日本出口，对澳门作为贸易城市的发展产生了很大的影响。然而，江户幕府的控制体制确立后，日本除了荷兰、中国等少数例外，建立了禁止贸易和交流的封闭制度，与葡萄牙的交流迅速下降。因此，与澳门的交流暂时中断，直至1860年的友好通商条约才能恢复。 
二战时，由于葡萄牙宣布中立，澳门成为东亚的中立港口，虽然经济繁荣，但随着中国抗日战争的持续，大量中国难民不断涌入。
1979年，中华人民共和国和葡萄牙建立外交关系。澳门于1999年12月20日回归中国，但作为一个特别行政区，在“一国两制”下，除外交和国防外，具有的高度自治权保持50年不变。日本与澳门保持着友好的关系直到今天。

## 外交
在中国中，澳门是与日本同价值观的特殊地区，并实行一国两制，经济联系密切，人员往来密切。因此，外交关系与中国大陆不同，互访的贵宾相较于香港更少。

### 澳门贵宾访日
1999年回归中国后的一国两制体制下，澳门强调与共享价值观的日本和不断成长为城邦的新加坡的关系。次年， 2000年，澳门特别行政区行政长官、澳门领导人何厚铧访日。此次访问期间，敦还礼节性拜访了时任首相的森喜朗、外务大臣河野洋平、通商产业大臣平沼武雄等主要大臣来访。此外，此次访日还促成了由众议院议员臼井秀夫领导的日澳议会友好联盟的成立。何鸿燊也出席了其成立大会。 
此外，澳门主要政要，如文化署署长、交通工务署署长等正在访日。

### 日本贵宾访问澳门
1999年12月，前首相兼首相首席外交顾问桥本龙太郎前往刚回歸的澳门，为与澳门建立友好关系奠定基础。
2007年8月，自民党青年部萩生田光一访问澳门。此外，萩生田光一于2018年8月访问澳门，但2020年被怀疑在当时的赌场受到特殊待遇的嫌疑浮出水面，引起了涟漪。

## 经济交流
2012年，澳门出口前三大目的地分别是香港（20.19%）、中国内地（16.78%）、美国（6.81%），日本仅占1.99%，不是其主要出口目的地。但在进口方面，日本（5.98%）是澳门继中国大陆（32.71%）和香港（11.58%）之后的第三大进口地，中国内地和香港、澳门是同为中华人民共和国的组成部分。 作为一个国家，日本实际上是澳门最大的进口对象。
2013年4月，日本与澳门就旨在防止国际逃税和避税的税务信息交换协议《日澳税务信息交换协议》进行多次谈判后达成基本协议。这是关于交换税务信息等的协议。2014年3月，两方签署了日本-澳门税务信息交换协议，该协议于次月生效。
2005年7月，澳门作为“澳门历史城区”被联合国教科文组织列为世界文化遗产，拥有与日本有关的大三巴牌坊遗址等22座历史建筑和8个广场。随着赌场设施吸引顾客的能力增加，前往澳门的日本游客人数如上所述急剧增加，自 2008 年以来一直保持在 400,000人左右。
许多日本公司在澳门设立业务，2011年成立了“Koumon Nihon Shokai”，由这些日本公司和与日本有很多交易的当地公司组成。

## 文化交流
邀请和派遣具有与外界交流能力的人才，引领日本与亚太地区各国和地区之间的未来，促进对日本的政治、经济、社会、文化、历史的了解同时，通过发现亲日、日化群体，邀请和派遣人员积极传播日本对外政策和吸引力等信息，加强对外传播，扩大日本外交基础。旨在实现这一目标的计划“JENESYS 2018”。有75名来自港澳地区的高中生作为其中的一部分和纪念日中和平友好条约缔结40周年的项目访问日本，访问了东京、茨城、滋贺、广岛和京都都道府县。通过寄宿家庭加深了对日本的了解。 
在2019年举办的“艺文荟澳”上，在澳门33个场馆同时展出各种艺术，传播教育、工业、艺术、传统、技术、日本文化。
在教育方面，澳门唯一一所公立大学、澳门最高学府澳门大学与帝京大学和庆应大学结成联盟，以促进学生交流。